# Maximilian Dasio
Maximilian Dasio (født 28. februar 1865 i München, død 17. august 1954 i Oberammergau) var en tysk maler, grafiker og medaljør.
Dasio, der var elev af Diez, udførte en del, især religiøse, malerier; under indflydelse fra Klinger og andre udfoldede han en rig virksomhed som raderer og litograf (adskillige raderingssuiter: Persefone-, Tempi-, Musen- og andre cyklusser), men særligt ry vandt han ved sin medaljørkunst, der slutter sig til gammeltyske og italienske forbilleder. I modelering blev Flossmann hans lærer. Ved sin fantasirigdom og sikre tekniske forståelse blev han en af fornyerne af tysk medaljørkunst.